# Henning Stensrud
Henning Stensrud (Lørenskog, 20 agosto 1977) è un ex saltatore con gli sci norvegese.

## Biografia
In Coppa del Mondo esordì il 1º dicembre 1996 a Lillehammer (24°), ottenne il primo podio il 21 marzo 2003 a Planica (2°) e l'unica vittoria il 5 marzo 2005 a Lahti.
In carriera prese parte a un'edizione dei Giochi olimpici invernali, Nagano 1998 (23° nel trampolino normale, 38° nel trampolino lungo, 4° nella gara a squadre), a una dei Campionati mondiali, Lahti 2001 (7° nella gara a squadre dal trampolino lungo il miglior risultato), e a tre dei Mondiali di volo (4° a Oberstdorf 1998 il miglior risultato).

## Palmarès

### Coppa del Mondo
- Miglior piazzamento in classifica generale: 15º nel 1998
- 2 podi (entrambi a squadre):
  - 1 vittoria
  - 1 secondo posto

#### Coppa del Mondo - vittorie
| Data         | Località | Nazione   | Trampolino                                                                    |
| ------------ | -------- | --------- | ----------------------------------------------------------------------------- |
| 5 marzo 2005 | Lahti    | Finlandia | Salpausselkä HS130 (con Roar Ljøkelsøy, Bjørn Einar Romøren e Daniel Forfang) |